# تسنترالنویه (سرزمین آلتای)
تسنترالنویه (به لاتین: Tsentralnoye) یک منطقهٔ مسکونی در روسیه است که در سرزمین آلتای واقع شده‌است.